# 熊田力三
熊田 力三（くまだ りきぞう、1949年10月10日 - ）は、元岐阜放送アナウンサー。岐阜県岐阜市出身。関西大学経済学部卒業。

## 来歴
- 1975年（株）岐阜放送に報道部のアナウンサーとして入社。テレビ、ラジオのニュースをはじめ、スポーツ中継や議会中継など様々な番組を担当。
- 90年代-2000年代初頭の毎年3月に独立局持ち回りで制作されていた全局コーナー制作・同時フルネットの特番で、岐阜放送制作時（商店街を扱った回）の司会を務めた。
- 2006年3月退社。

現在はFMわっち専属アナウンサーとして活躍中

## 現在出演中の番組
- 熊さんの8時だよ　-月8:00～9:00（シティエフエムぎふ）

## 過去の出演番組

### テレビ
- らぶらぶワイドぎふTODAY
- Weekly Fileぎふ
- みのひだ愛ランド
- みの・ひだ愛ランドTANTO
- みの・ひだ!
- 輝け大賞!カラオケのど自慢
- 議会中継（司会）　他多数。

### ラジオ
- HOTひと息音楽本舗
- サンシャインスタジオからこんにちは
- さわやかワイド・ぎふTODAY[1]
- まずはラジオでご苦労さん
- イブニングナウ　他多数。